# Roman Besus
Roman Anatolijowytsch Besus (ukrainisch Роман Анатолійович Безус, englisch Roman Bezus, * 26. September 1990 in Krementschuk, Ukrainische SSR, Sowjetunion) ist ein ukrainischer Fußballspieler, der bei Omonia Nikosia unter Vertrag steht.

## Verein
Der 1,85 m große Mittelfeldakteur spielte von 2006 bis 2008 für Kremin Krementschuk und wechselte dann zu Worskla Poltawa. Anfang Januar 2013 wechselte er zu Dynamo Kiew und unterschrieb bis Ende Dezember 2017. Im Januar 2015 wechselte er zu Dnipro Dnipropetrowsk, die er Im Juni 2016 wieder verließ. Es folgte seine erste Auslandsstation bei der VV St. Truiden in der belgischen ersten Division. Im Januar 2019 wechselte er dann weiter zum Ligarivalen KAA Gent.
In der Saison 2020/21 bestritt er 28 von 40 möglichen Spielen für Gent, bei denen er sechs Tore schoss, sowie drei Pokalspiele mit einem Tor und sechs Europapokal-Spiele einschließlich Qualifikation. In der Saison 2021/22 waren es 26 von 40 möglichen Ligaspielen, in denen er drei Tore schoss, ein Pokalspiel sowie neun Spiele in der Conference League einschließlich Qualifikation.
Mit Ablauf der Saison 2021/22 endete sein Kontrakt bei den Belgiern. Daraufhin unterschrieb Besus am 6. August 2022 einen Vertrag bei Omonia Nikosia aus der zyprischen First Division.

## Nationalmannschaft
Sein Debüt in der ukrainischen U21-Nationalmannschaft gab er am 17. November 2010 im Spiel gegen Tschechien. Für die A-Nationalmannschaft debütierte er im November 2011 beim 3:3 im Freundschaftsspiel gegen Deutschland. Beim 4:0-Sieg im WM-Qualifikationsspiel gegen Montenegro am 7. Juni 2013 erzielte er in der 90. Spielminute sein erstes Länderspieltor. Bis 2015 kam er auf 19 Länderspiele, in denen er vier Tore erzielte. Nach einer Pause stand er 2019 bei zwei Qualifikationsspielen zur Europameisterschaft 2020 und einem Freundschaftsspiel wieder auf dem Platz.
Bei der infolge der COVID-19-Pandemie erst 2021 ausgetragenen  Europameisterschaft 2020 stand er im Aufgebot der Ukraine, die im Viertelfinale gegen England ausschied. Er wurde nur wenige Minuten vor Ende der Verlängerung im Achtelfinale gegen Schweden eingesetzt.

## Erfolge
- Ukrainischer Meister: 2015
- Ukrainischer Pokalsieger: 2009, 2014, 2015
- Belgischer Pokalsieger: 2021/22